# Debian GNU/Linux
Debian GNU/Linux, o simplemente Debian, es una distribución Linux de software libre, desarrollada por miles de voluntarios de todo el mundo, que colaboran a través de Internet.
La dedicación de Debian al software libre, su base de voluntarios, su naturaleza no comercial y su modelo de desarrollo abierto la distingue de otras distribuciones del sistema operativo GNU. Todos estos aspectos y más se recogen en el llamado Contrato Social de Debian. Debian se caracteriza por priorizar el ofrecer un sistema operativo lo más estable posible por sobre las últimas novedades en GNU/Linux. Esto se logra por medio de paquetes y librerías antiguas pero con muchos meses de pruebas, asegurando la máxima estabilidad por cada versión que es lanzada por la comunidad de Debian.
Nació en el año 1993, de la mano del proyecto Debian, con la idea de crear un sistema GNU usando Linux como núcleo. El proyecto Debian es la organización responsable de su mantenimiento en la actualidad, y también desarrolla sistemas GNU basados en otros núcleos (Debian GNU/Hurd, Debian GNU/NetBSD y Debian GNU/kFreeBSD).
Uno de sus principales objetivos es separar en sus versiones el software libre del software no libre. El modelo de desarrollo es independiente a empresas, creado por los propios usuarios, sin depender de ninguna manera de necesidades comerciales. Debian no vende directamente su software, sino que lo pone a disposición de cualquiera en Internet, aunque sí permite a personas o empresas distribuir comercialmente este software mientras se respete su licencia.
Debian GNU/Linux puede utilizar distintos mecanismos de instalación, como son: DVD, CD, USB y la instalación en línea, en la cual el usuario se descarga un imagen que solo incluye los paquetes necesarios para el arranque y conexión a internet y el resto se descargan durante la instalación.

## El proyecto Debian
El proyecto Debian fue fundado en 1993 por Ian Murdock, después de haber estudiado en la Universidad Purdue. Él escribió el manifiesto de Debian, que utilizó como base para la creación de la distribución Linux Debian. Dentro de este texto, los puntos destacables son: mantener la distribución de manera abierta, coherente al espíritu del núcleo Linux y de GNU.
El nombre de este se basa en la combinación del nombre de su entonces novia (posteriormente esposa) «Deborah» con su propio nombre: «Ian», formando el acrónimo: Debian, pronunciado como las sílabas correspondientes de estos nombres en inglés americano: /dɛbˈiːjən/.
El proyecto creció lentamente al principio y lanzó sus primeras versiones 0.9x en 1994 y 1995. Las primeras portabilidades a otras arquitecturas fueron a comienzos de 1995, siendo la primera versión 1.x de Debian lanzada en 1996.
En 1996, Bruce Perens substituyó a Ian Murdock como el líder de proyecto. Por sugerencia del desarrollador Ean Schuessler, él dirigió el proceso de actualización del contrato social de Debian y de las pautas del software de Debian libremente, definiendo los puntos fundamentales para el desarrollo de la distribución. Él también inició la creación de la licencia de software legal de la organización.

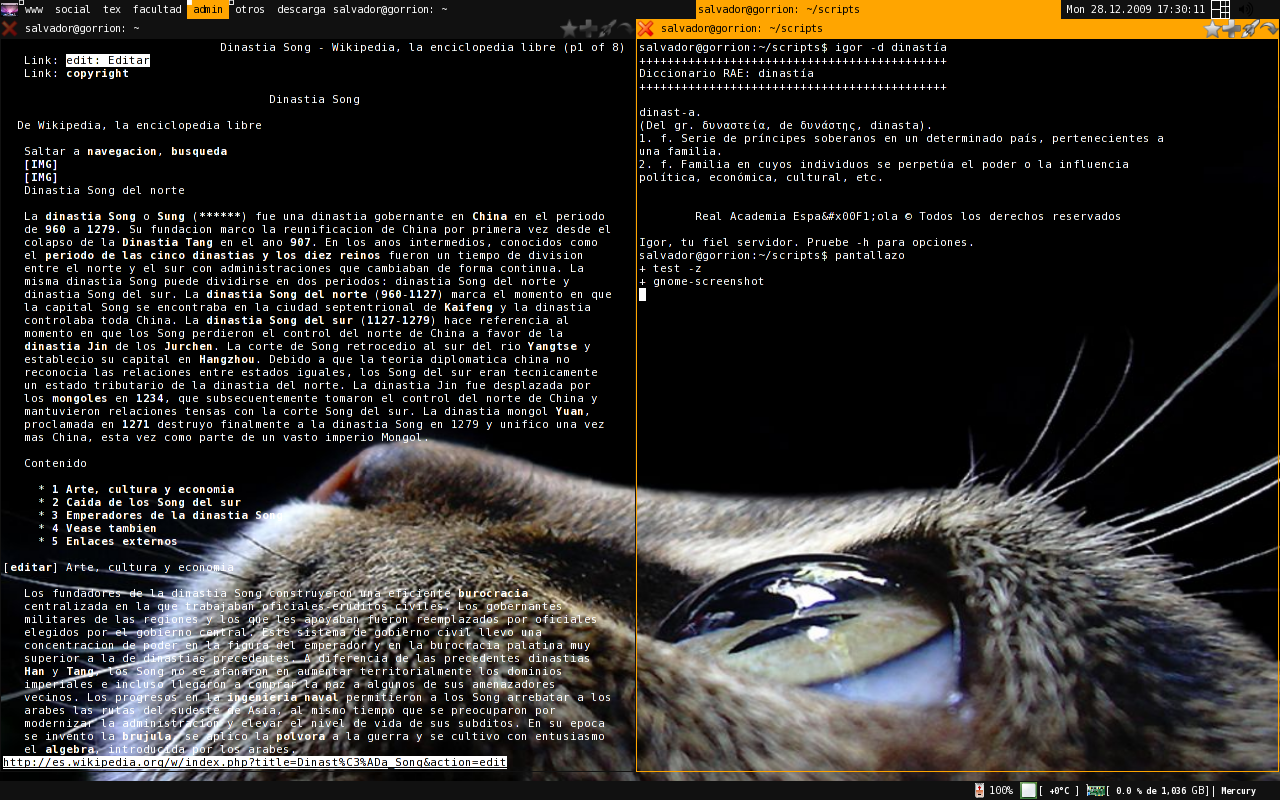
Captura de Debian lenny con awesome 3.4.1 Mercury como gestor de ventanas y con varias consolas en marcha.

Bruce Perens se retiró en 1998, antes del lanzamiento de la primera versión Debian basada en glibc, bautizada como Debian 2.0. El proyecto procedió a elegir a nuevos líderes y a hacer dos revisiones de la versión 2.x, cada una incluyendo más portabilidades a otras arquitecturas y más paquetes. Convenientemente  fue lanzado durante este periodo y la primera portabilidad a un núcleo no basado en el núcleo Linux, Debian GNU/Hurd. Las primeras distribuciones de Linux basadas en Debian, Corel Linux y la Stormix's Linux de Stormix, fueron comenzadas en 1999. Aunque no estuvieron desarrolladas por mucho tiempo, estas distribuciones eran las primeras de muchas distribuciones basadas en Debian.
Debian se caracteriza por ser la única distribución que pone nombres de Toy Story en sus lanzamientos.
A finales de 2000, el proyecto realizó el mayor cambio a la estructura de los archivos y la organización de las versiones, reorganizando los procesos de liberación de paquetes del software con el nuevo package pools y creando una rama de prueba, relativamente estable para el lanzamiento siguiente. En 2001, los desarrolladores comenzaron a llevar a cabo una conferencia anual llamada DebConf, con negociaciones y los talleres para los desarrolladores y los usuarios técnicos.

## Características
Debian se caracteriza por:
- La disponibilidad en varias arquitecturas. La versión Debian 12 (Bookworm) incluye soporte oficial para nueve arquitecturas:[3]
  - i386 – x86-32
  - amd64 – x86-64
  - arm64 – Arquitectura ARM ARMv8-A (64 bits)
  - armel – Arquitectura ARM de little-endian
  - armhf – Arquitectura ARM de hard-float
  - ppc64el – Arquitectura PowerPC de little-endian
  - mips, mipsel – Arquitectura MIPS (big-endian y little-endian)
  - s390x – Arquitectura IBM ESA/390 y z/Architecture
- Otras arquitecturas son soportadas en unstable.
- Una amplia colección de software disponible. La versión 12 incluye 64 419 paquetes.[4]
- Un grupo de herramientas para facilitar el proceso de instalación y actualización del software (APT, Aptitude, Dpkg, Synaptic, Dselect, etc.) Todas ellas obtienen información de donde descargar software desde /etc/apt/sources.list, que contiene los repositorios.
- Todos los paquetes están disponibles para su descarga desde varios cientos de servidores (mirrors) repartidos por todo el mundo. A fecha de 5 de abril de 2025, había 379 mirrors de Debian en funcionamiento.[5]
- Su compromiso con los principios y valores involucrados en el movimiento del Software Libre.
- No tiene marcado ningún entorno gráfico en especial, pudiéndose no instalar ninguno, o instalar GNOME, KDE Plasma, MATE, Xfce, LXDE, Cinnamon u otro.

## Lanzamientos
Los nombres de las versiones de Debian Linux son tomados de la película Toy Story. Hasta la fecha, ha habido catorce versiones estables (con sus respectivas revisiones), siendo la actual la 13.0 Trixie. Con su publicación: Bullseye pasó a ser la versión estable más antigua («oldoldstable»), Bookworm, la versión estable antigua («oldstable»), y la actual versión en pruebas («testing») se denomina Forky.
El desarrollo día a día tiene lugar en la versión inestable («unstable»); rama que aparece codificada de forma permanente con el nombre «sid». Incluye configuración automática del sistema gráfico en la mayor parte del hardware existente, soporte completo al sistema de ficheros NTFS, autoconfiguración de la mayor parte de las teclas multimedia, soporte para el formato de archivos Flash de Adobe a través de los complementos swfdec o Gnash, herramientas propias para ordenadores portátiles (como el soporte integrado del escalado de frecuencia de la CPU), entre otras características.
| Color    | Significado                    |
| -------- | ------------------------------ |
| Rojo     | Versión antigua; no soportada  |
| Amarillo | Versión antigua; aún soportada |
| Verde    | Versión actual                 |
| Azul     | Versión futura                 |

| Versión | Nombre en clave | Fecha                   | Arquitecturas | Paquetes | Soporte                                         | Nota |
| ------- | --------------- | ----------------------- | ------------- | -------- | ----------------------------------------------- | --- |
| 1.1     | buzz            | 17 de junio de 1996     | 1             | 474      | 1996                                            | dpkg, transición a ELF, Linux 2.0. |
| 1.2     | rex             | 12 de diciembre de 1996 | 1             | 848      | 1996                                            | |
| 1.3     | bo              | 2 de junio de 1997      | 1             | 974      | 1997                                            | |
| 2.0     | hamm            | 24 de julio de 1998     | 2             | ≈ 1500   | 1998                                            | Transición a glibc, nueva arquitectura m68k. |
| 2.1     | slink           | 9 de marzo de 1999      | 4             | ≈ 2250   | 2000-12                                         | APT, nuevas arquitecturas: alpha, sparc. |
| 2.2     | potato          | 15 de agosto de 2000    | 6             | ≈ 3900   | 2003-04                                         | Nuevas arquitecturas: arm, powerpc |
| 3.0     | woody           | 19 de julio de 2002     | 11            | ≈ 8500   | 2006-08                                         | Nuevas arquitecturas: hppa, ia64, mips, mipsel, s390 |
| 3.1     | sarge           | 6 de junio de 2005      | 11            | ≈ 15 400 | 2008-04                                         | Instalación modular, soporte semioficial para AMD64 |
| 4.0     | etch            | 8 de abril de 2007      | 11            | ≈ 18 000 | 2009-09                                         | Instalador gráfico, transición a udev. |
| 5.0     | lenny           | 14 de febrero de 2009   | 12            | ≈ 23 000 | 2012-02                                         | Nueva arquitectura: armel. |
| 6.0     | squeeze         | 6 de febrero de 2011    | 9+2           | ≈ 29 000 | 2016-02 end-of-life DebianSqueeze               | Nuevas arquitecturas/núcleos: kfreebsd-i386, kfreebsd-amd64, arquitecturas abandonadas: alpha, hppa, OABI arm. eglibc en vez de glibc. Inicio del sistema en paralelo. Eliminación de bibliotecas antiguas como GTK 1. Firmware no libre eliminado de su kernel. |
| 7.0     | wheezy          | 4 de mayo de 2013       | 11+2          | ≈ 37 000 | 2016-04-26 Releases» 2018‑06‑31 LTS LST         | Eliminación de bibliotecas antiguas como Qt 3. |
| 8.0     | jessie          | 25 de abril de 2015     | 10            | ≈ 43 000 | 2018-06-06 Releases» 2020‑06‑30 LTS End-of-life | Se ha descontinuado la adaptación de 32 bits s390 y se sustituye por s390x. Adicionalmente, la adaptación de IA-64 y Sparc se han eliminado de esta publicación debido a que no hay suficiente soporte por parte de los desarrolladores.                         |
| 9.0     | stretch         | 17 de junio de 2017     | 10            | ≈ 51.000 | 2020‑07‑18 (full) / 2022‑07‑01 (LTS)Releases    | Se actualiza el núcleo Linux de la versión 3.16 a la 4.9, GNOME se actualiza de 3.14 a 3.22, KDE Plasma 4 se actualiza a Plasma 5, y Qt actualizado de la 4.8 a 5.7. Se agrega LXQt.                                                                             |
| 10      | Buster          | 6 de julio de 2019      | 10            | 57 703   | 2022 (full) / 2024 (LTS)                        | Soporta UEFI Secure Boot, tiene AppArmor habilitado por defecto, usa LUKS2 como el formato por defecto de LUKS y utilización de Wayland en GNOME por defecto. |
| 11      | Bullseye        | 14 de agosto de 2021    | 9             | 59 551   | 2024 (full) / Junio de 2026 (LTS)               | Se actualiza al kernel 5.10 LTS, soporte al sistema de ficheros exFAT de microsoft, soporte para impresión y escaneo sin controladores. |
| 12      | Bookworm        | 10 de junio de 2023     | 9             | 64 419   | 2026 (full) / 2028 (LTS)                        | |
| 13      | Trixie          | 9 de agosto de 2025     | 7             | 69 830   | 2028 (full) / 2030 (LTS)\|                      | |
| 14      | Forky           |                         |               |          |                                                 | |
| 15      | Duke            |                         |               |          |                                                 | |

### Versiones de desarrollo
Los paquetes de software en desarrollo son subidos a unas ramas llamadas: inestable (unstable) y experimentales. Normalmente, los paquetes de software son subidos a «inestable» por las versiones lanzadas «estables» por el desarrollador original de la aplicación, pero con el empaquetado y otras modificaciones específicas de Debian introducidas por los desarrolladores. El software que es «inestable» o no se encuentra listo para la rama inestable se pone típicamente en «experimental».

## Uso por parte de instituciones
Debian es utilizada por diversas instituciones, tales como numerosas universidades, ONGs y otras organizaciones sin ánimo de lucro (incluyendo la Fundación Wikimedia), y empresas comerciales. Incluso ha sido utilizada en el espacio, en ordenadores portátiles a bordo de la Estación Espacial Internacional.
Entre las instituciones que utilizan o han utilizado Debian, se encuentran numerosas organizaciones del sector público, como, por ejemplo, el ayuntamiento de la ciudad de Múnich, que utilizó una distribución basada en Debian en su iniciativa LiMux para la migración de sus ordenadores a Linux. Los colegios públicos de Extremadura y Andalucía (España) también utilizaron sistemas basados en Debian (gnuLinEx y Guadalinex, respectivamente) para desarrollar las habilidades digitales y la informática de código abierto en las escuelas. Hay muchos otros ejemplos de uso de distribuciones basadas en Debian en la educación, como el despliegue de Skolelinux/Debian Edu en las escuelas noruegas. Además, otras administraciones públicas utilizan sistemas Linux basados indirectamente en Debian, como la Gendarmería francesa, que utiliza la distribución GendBuntu, derivada de Ubuntu.

## Distribuciones Linux basadas en Debian GNU/Linux

Cronología de Debian GNU/Linux y proyectos relacionados, hasta 2024.